# Byron De La Beckwith
Byron De La Beckwith Jr. (n. 9 noiembrie 1920, Colusa, California, SUA – d. 21 ianuarie 2001, Jackson, Mississippi, SUA) a fost un adept al supremației albe și membru al Ku Klux Klan din Greenwood⁠(d), Mississippi cunoscut pentru asasinarea liderului mișcării pentru drepturile civile⁠(d) Medgar Evers⁠(d) pe 12 iunie 1963. Cazul a fost judecat de două ori în statul Mississippi unde a fost găsit nevinovat. În 1994, cazul a fost rejudecat în baza unor noi dovezi, iar acesta a fost găsit vinovat și condamnat la închisoare pe viață.

## Biografie
De La Beckwith s-a născut în Colusa, California, fiul lui Byron De La Beckwith Sr., directorul poștei, și a Susanei Southworth Yerger. Când avea 5 ani, tatăl său a murit de pneumonie. Un an mai târziu, el și mama sa s-au stabilit în Greenwood, Mississippi⁠(d) pentru a fi aproape de familie. De La Beckwith și-a pierdut și mama la vârsta de 12 ani ca urmare a unui cancer pulmonar. După ce a rămas orfan, acesta a fost crescut de unchiul său William Greene Yerger și de soția acestuia. A urmat cursurile prestigioasei școli preparatorii⁠(d) The Webb School⁠(d) din Bell Buckle, Tennessee⁠(d).
În ianuarie 1942, De La Beckwith s-a înrolat în Marine Corps și a activat ca artilerist în războiul din Pacific pe parcursul celui de-al Doilea Război Mondial. A participat la bătălia de la Guadalcanal și a fost împușcat în talie în timpul bătăliei de la Tarawa⁠(d). A revenit în State în august 1945.
După ce a activat în Marine Corps, De La Beckwith s-a mutat la Providence, Rhode Island unde s-a căsătorit cu Mary Louise Williams. Cuplul s-a mutat în Mississippi unde s-au stabilit în orașul său natal, Greenwood. Au avut împreună un fiu, Delay De La Beckwith. De La Beckwith și Williams au divorțat, iar acesta s-a căsătorit ulterior cu Thelma Lindsay Neff.
De La Beckwith a lucrat ca vânzător de tutun, îngrășăminte, sobe cu lemne și alte bunuri aproape toată viața. În 1954, ca urmare a decizie Curții Supreme a Statelor Unite în cazul Brown v. Board of Education⁠(d) unde a stabilit că școlile segregate sunt neconstituționale, acesta s-a înscris în filiala locală a organizației White Citizens' Council⁠(d) și în Ku Klux Klan.

## Asasinarea lui Medgar Edvis
Pe 12 iunie 1963, De La Beckwith, în vârstă de 42 de ani, l-a ucis pe membrul NAACP⁠(d) și liderul mișcării pentru drepturile civile Medgar Evers la scurt timp după ce activistul a ajuns la casa sa din Jackson. Beckwith se poziționase peste drum de unde îl împușcă pe Evers în spate. Activistul moare o oră mai târziu la vârsta de 37 de ani. Soția sa - Myrlie Evers - și cei trei copii ai săi, James, Reena și Darrell Evers, erau acasă în momentul asasinării. Fiul lor, Darrell,  își amintește despre noaptea respectivă că: „Eram gata să-l întâmpinăm deoarece de fiecare dată când venea acasă era un moment special pentru noi. Călătorea mult în acea perioadă. Și dintr-o dată am auzit o împușcătură. Știam ce se întâmplase”. Darrell și ceilalți copii s-au ascuns în cada din baie. Toți trei au fost învățați de părinți să practice exerciții pentru propria siguranță din cauza amenințărilor primite de Medgar și a două atacuri asupra casei lor.

## Procesele
De La Beckwith a fost urmărit penal pentru crimă de două ori în 1964, însă în ambele procese juriul nu a ajuns la o concluzie unanimă⁠(d). Mississippi a suspendat⁠(d) drepturile persoanelor de culoare încă din 1890 astfel că aveau posibilitatea să facă parte dintr-un juriu. În timpul celui de-al doilea proces, Ross Barnett⁠(d), guvernator din partea Partidului Democrat la momentul asasinării, a încălcat procedura pentru a-i strânge mâna lui De La Beckwith după încheierea procesului. Organizația White Citizens' Council a plătit cheltuielile legate pentru acuzat în ambele procese din 1964.
În ianuarie 1966, De La Beckwith și alți membri ai White Knights of the Ku Klux Klan au fost citați de House Un-American Activities Committee⁠(d) pentru a depune mărturie despre activitățile Klanului. Deși De La Beckwith a fost dispus să-și spună numele, nu a oferit răspunsuri la întrebările esențiale. Alți martori precum Samuel Bowers au invocat al Cincilea Amendament⁠(d). În următorii ani, De La Beckwith a devenit lider al organizației Phineas Priesthood, o facțiune a mișcării Identitatea creștină. Grupul era cunoscut pentru ostilitatea sa față de afro-americani, evrei, catolici și străini.
Conform lui Delmar Dennis, martor cheie în procesul din 1994, De La Beckwith s-a lăudat cu rolul pe care l-a avut în asasinarea lui Medgar Evers în cadrul a numeroase mitinguri organizate de Ku Klux Klan și a altor adunări asemănătoare după procesele din '64. În 1967, nu a reuși să obțină nominalizarea Partidului Democrat pentru funcția de locotenent-guvernator al Mississippi⁠(d).
În 1969, acuzațiile aduse lui De La Beckwith au fost respinse. În 1973, informatorii au alertat Biroul Federal de Investigații că acesta intenționează să-l ucidă pe AI Botnick, directorul B'nai B'rith⁠(d) cu sediul în New Orleans. Atacul reprezenta o răzbunare pentru comentariile pe care Botnick le-a făcut cu privire la albii sudiști și relațiile dintre rase. După câteva zile sub supravegherea poliției, ofițerii Departamentului de Poliție din New Orleans⁠(d) l-au oprit pe De La Beckwith. După o percheziție a mașinii, aceștia au descoperit mai multe arme de foc încărcate, o hartă în care drumul către casa lui Botnick era accentuat și o bombă cu ceas. Pe 1 august 1975, acesta a fost condamnat la trei ani de închisoare în Penitenciarul Angola⁠(d) din Louisiana pentru complot⁠(d). A fost închis în mai 1977 și a fost eliberat condiționat în ianuarie 1980. Chiar înainte de a intra în închisoare , De La Beckwith a fost hirotonit⁠(d)de către preotul Dewey „Buddy” Tucker în Temple Memorial Baptist Church, o congregație a adepților identității creștine din Knoxville, Tennessee. 
În anii 1980, ziarul Clarion-Ledger din Jackson a publicat investigațiile privitoare la procesele lui De La Beckwith din anii 1960. Acolo s-a descoperit că Comisia pentru suveranitate a statului din Mississippi⁠(d), o agenție statală susținută financiar de taxele locuitorilor și despre care se presupune că protejează imaginea statului, i-a sprijinit pe avocații lui De La Beckwith în cel de-al doilea proces. Comisia s-a împotrivit mișcării pentru drepturile civile în numeroase moduri. În acest caz, a utilizat resursele statului pentru a investiga membrii juriului în timpul jurământului⁠(d) cu scopul de a forma un juriu înțelegător. Aceste descoperiri au contribuit la rejudecarea cazului în 1994.

## Procesul din 1994
Myrlie Evers - care a devenit ulterior a treia femeie în funcția de conducere a organizației NAACP⁠(d) - a refuzat să abandoneze cazul soțului său. Când noile documente au demonstrat că membrii juriului din procesele precedente au fost ilegal selectați de către o instituție a statului, aceasta a pus presiune pe autorități să redeschidă cazul. Datorită investigațiilor realizate de ziarul The Clarion-Ledger, statul a decis să inițieze un alt treilea proces în baza acestor dovezi.
La momentul respectiv, De La Beckwith locuia în Signal Mountain, Tennessee⁠(d). A fost extrădat în Mississippi pentru procesul care urma să aibă loc în comitatul Hinds. Înainte de proces, pârâtul în vârstă de 71 de ani a cerut judecătorilor să respingă cazul împotriva sa pe motiv că încălca dreptul său la un proces rapid⁠(d), un proces echitabil⁠(d) și protecție în fața procedurii double jeopardy⁠(d). Curtea Supremă din Mississippi⁠(d) s-a pronunțat împotriva moțiunii cu 4-3 voturi, iar cazul a fost programat în ianuarie 1994.
În timpul celui de-al treilea proces a fost prezentată arma crimei - o pușcă Enfield .30-06⁠(d) - care avea amprentele lui De La Beckwith. Acesta a susținut că arma a fost furată din casa lui. De asemenea, și-a enumerat problemele de sănătate, hipertensiunea arterială, lipsa de energie și problemele cu rinichii, declarând că „Am nevoie de o listă pentru a-mi preciza toate bolile și urăsc să mă plâng pentru că nu sunt genul acela de persoană”. Procesul din 1994 a fost susținut în fața unui juriu format din opt persoane de culoare și patru albi. La 5 februarie 1994, acest juriu l-a condamnat⁠(d) pe De La Beckwith pentru uciderea lui Medgar Evers la închisoare pe viață. În noul caz s-a aflat că acesta s-a lăudat că l-a ucis pe Evers în cadrul unui miting al Ku Klux Klan și în mai multe situații pe parcursul ultimelor trei decenii. Dovezile fizice au fost aceleași cu cele prezentate în primele două procese.
De La Beckwith a contestat decizia, însă Curtea Supremă din Mississippi a susținut verdictul în 1997. Curtea a declarat că perioada de 31 de ani în care a trăit în libertate nu i-au afectat dreptul la un proces echitabil. Acesta a fost condamnat la închisoare pe viață pentru crimă fără posibilitatea de a fi eliberat condiționat. De La Beckwith a solicitat o revizuire judiciară Curții Supreme a Statelor Unite, însă petiția sa pentru certiorari⁠(d) a fost respinsă.
La 21 ianuarie 2001, De La Beckwith a încetat din viață la vârsta de 80 de ani după ce a fost transferat din închisoare la Centrul Medical al Universității din Mississippi⁠(d) din Jackson, Mississippi.